# Battle of Britain Day
Il Battle of Britain Day (Giorno della Battaglia d'Inghilterra), precisamente il 15 settembre 1940, fu un particolare giorno della Battaglia d'Inghilterra contrassegnato da una battaglia aerea su larga scala che vide confrontarsi 50 000 osservatori e 630 caccia Alleati (inglesi, polacchi, canadesi e di altre nazionalità) contro 1 120 aerei (620 caccia e 500 bombardieri) tedeschi.